# Anna Bell Peaks
Anna Bell Peaks (Chatsworth, Los Ángeles, California; 26 de julio de 1981) es una ex actriz pornográfica, modelo erótica y camgirl estadounidense.

## Biografía
Anna Bell Peaks, nombre artístico de April Gallagher, nació en julio de 1981 en Chatsworth, en el Valle de San Fernando de la ciudad de Los Ángeles, en California. Tras graduarse en el instituto fue a la Universidad, donde estudió y acabó la carrera de Contabilidad. Para pagarse los estudios, empezó a realizar shows por Internet, llegando a convertirse pronto en camgirl, consiguiendo grandes beneficios.
Afianzó una carrera como modelo erótica y camgirl hasta que decidió dar el salto a la industria cinematográfica en 2015, a los 34 años de edad. Al igual que otras tantas actrices que comenzaron con más de treinta años en la industria, por su físico, edad y atributos fue etiquetada como una actriz MILF.
Su cuerpo destaca por la gran variedad de tatuajes que lo cubren. Empezó a tatuarse la piel a los 18 años y hasta la actualidad se ha realizado un total de 27.
En 2016 fue nominada en los Premios AVN en la categoría de Mejor actuación solo/tease por su papel en I Love Big Toys 41.
En 2017 obtuvo otras dos nominaciones en los Premios XBIZ en las categorías de Mejor actriz revelación y Mejor actriz de reparto por la película Suicide Squad XXX: An Axel Braun Parody.
En 2017 puso en marcha su propia productora, con la que ha dirigido algunas películas, entre ellas A Is For Anna, donde grabó su primera escena de sexo anal. Otras películas dirigidas por ella han sido Anna Bell Peaks Out Of Control, Anna's Filthy Fantasies o Fuck My MILF Pussy.
Como actriz, ha grabado para Hustler, Evil Angel, Elegant Angel, Devil's Film, Zero Tolerance, 3rd Degree, Bangbros, Wicked Pictures, Reality Kings, Pure Play Media, Naughty America, New Sensations, Hard X, Digital Playground o Brazzers.
Otros trabajos de su filmografía son Dominance and Submission, Inked Angels 5, Lesbians and Their Big Toys, Lex's Tattooed Vixens, My Hotwife's Gangbang 3, Thou Shalt Not Print Marks Upon Thee o Whore's Ink 3.
Anunció su retirada de la industria a comienzos de 2019, después de los Premios AVN. Técnicamente, en una entrevista, afirmó que dejó de grabar escenas en 2018 a espera de confirmarse las últimas que tenía contratadas, grabadas en enero de 2019. Confirmó que si bien dejaba su actividad como actriz pornográfica para volver a la vida laboral fuera de la industria, mantendría sus sesiones de camgirl y sus páginas profesionales como modelo. Apareció en más de 410 películas y escenas como actriz.

## Premios y nominaciones
| Año  | Ceremonia             | Resultado | Premio                                        | Trabajo                                   |
| ---- | --------------------- | --------- | --------------------------------------------- | ----------------------------------------- |
| 2015 | Inked Awards          | Ganadora  | Chica webcam del año                          | —                                         |
| 2015 | Inked Awards          | Nominada  | Mejor culo                                    | —                                         |
| 2015 | Inked Awards          | Ganadora  | Mejor coño                                    | —                                         |
| 2015 | Inked Awards          | Nominada  | Mejores pechos                                | —                                         |
| 2015 | Inked Awards          | Nominada  | Reina mediática                               | —                                         |
| 2015 | Nightmoves            | Nominada  | Best Ink                                      | —                                         |
| 2015 | Nightmoves Fan Awards | Nominada  | Best Ink                                      | —                                         |
| 2016 | Premios AVN           | Nominada  | Premio fan: Estrella mediática                | —                                         |
| 2016 | Premios AVN           | Nominada  | Premio fan: Actriz revelación más caliente    | —                                         |
| 2016 | Premios AVN           | Nominada  | Mejor actuación solo/tease                    | I Love Big Toys 41                        |
| 2016 | Nightmoves            | Nominada  | Best “Adult Star” Feature Dancer              | —                                         |
| 2016 | Nightmoves            | Nominada  | Mejor presencia online                        | —                                         |
| 2016 | Nightmoves Fan Awards | Nominada  | Best “Adult Star” Feature Dancer              | —                                         |
| 2016 | Nightmoves Fan Awards | Nominada  | Mejor presencia online                        | —                                         |
| 2016 | Inked Awards          | Nominada  | Mejor escena de grupo                         | I Banged My Tattoed Stepsister in the Ass |
| 2016 | Inked Awards          | Ganadora  | Mejor actriz debutante                        | —                                         |
| 2016 | Inked Awards          | Ganadora  | Mejor sitio web                               | —                                         |
| 2016 | Inked Awards          | Nominada  | Reina social media                            | —                                         |
| 2016 | Inked Awards          | Ganadora  | Mejor coño                                    | —                                         |
| 2017 | Premios AVN           | Nominada  | Mejor sitio web de una actriz porno           | AnnaBellPeaks.xxx                         |
| 2017 | Premios AVN           | Nominada  | Premio fan: Mejores pechos                    | —                                         |
| 2017 | Premios AVN           | Nominada  | Premio fan: Web Queen                         | —                                         |
| 2017 | Spank Bank Awards     | Nominada  | Gloryhole Guru of the Year                    | —                                         |
| 2017 | Spank Bank Awards     | Nominada  | Supreme Majesty of the Stripper Pole          | —                                         |
| 2017 | Spank Bank Awards     | Nominada  | Tattooed Temptress of the Year                | —                                         |
| 2017 | Inked Awards          | Ganadora  | Mejor escena del año                          | —                                         |
| 2017 | Inked Awards          | Ganadora  | Mejor escena de sexo grupal                   | Cindy Queen of Hell'                      |
| 2017 | Inked Awards          | Ganadora  | Mejor modelo web                              | —                                         |
| 2017 | Premios XBIZ          | Nominada  | Mejor actriz revelación                       | —                                         |
| 2017 | Premios XBIZ          | Nominada  | Mejor actriz de reparto                       | Suicide Squad XXX: An Axel Braun Parody   |
| 2018 | Premios AVN           | Nominada  | Artista MILF/Cougar del año                   | —                                         |
| 2018 | Premios AVN           | Nominada  | Premio fan: Mejor sitio web de una actriz     | AnnaBellPeaks.xxx                         |
| 2018 | Premios AVN           | Nominada  | Premio fan: Pechos más espectaculares         | —                                         |
| 2018 | Spank Bank Awards     | Nominada  | Royal Majesty of the Stripper Pole            | —                                         |
| 2018 | Spank Bank Awards     | Nominada  | Tattooed Temptress of the Year                | —                                         |
| 2018 | Inked Awards          | Nominada  | Artista femenina del año                      | —                                         |
| 2018 | Inked Awards          | Nominada  | Escena del año                                | Putting Her Feet Up                       |
| 2018 | Inked Awards          | Nominada  | Mejor escena grupal                           | Bloodthirsty Biker Babes                  |
| 2018 | Inked Awards          | Ganadora  | Mejor escena lésbica                          | Bloodthirsty Biker Babes                  |
| 2018 | Inked Awards          | Nominada  | Mejor anal                                    | —                                         |
| 2018 | Inked Awards          | Ganadora  | Mejor coño                                    | —                                         |
| 2018 | Inked Awards          | Nominada  | Mejor culo                                    | —                                         |
| 2018 | Inked Awards          | Nominada  | Mejores pechos                                | —                                         |
| 2018 | Inked Awards          | Nominada  | Mejor oral                                    | —                                         |
| 2018 | Premios XBIZ          | Nominada  | Mejor escena de sexo en película gonzo        | Evil Creampies                            |
| 2018 | Premios XBIZ          | Nominada  | Mejor escena de sexo en película de todo sexo | Jessica Drake is Wicked                   |
| 2019 | Premios AVN           | Nominada  | Artista MILF/Cougar del año                   | —                                         |
| 2019 | Premios AVN           | Nominada  | Premio fan: Mejor sitio web de una actriz     | AnnaBellPeaks.xxx                         |
| 2019 | Spank Bank Awards     | Nominada  | Best Piercing                                 | —                                         |
| 2019 | Spank Bank Awards     | Nominada  | Royal Majesty of the Stripper Pole            | —                                         |
| 2019 | Spank Bank Awards     | Nominada  | Super Squirter of the Year                    | —                                         |